# Piatra-Olt
Piatra-Olt est une ville roumaine du județ d'Olt, dans la région historique de Valachie et dans la région de développement du Sud-ouest. Piatra-Olt est un important nœud ferroviaire du sud du pays.

## Géographie
La ville de Piatra-Olt est située en Olténie, dans le centre-ouest du județ, dans la Plaine de Caracal (Câmpia Caracalului), sur la rive gauche de l'Olt, à 17 km au nord-est de Balș et à 16 km au sud-ouest de Slatina, le chef-lieu du județ.
La municipalité est composée de la ville de Piatra-Olt et des villages suivants (population en 1992) :
- Bistrița Nouă (749) ;
- Criva de Jos (563) ;
- Criva de Sus (613) ;
- Enoșești (394) ;
- Piatra (2 097) ;
- Piatra-Olt (2 199) .

## Histoire
La première mention écrite de la ville date de 1529. Piatra-Olt a appartenu au județ de Romanați de 1864 jusqu'à sa disparition en 1950.
Piatra-Olt a obtenu le statut de ville en 1989.

## Politique
| Parti | Parti                                      | Sièges |
| ----- | ------------------------------------------ | ------ |
|       | Parti social-démocrate (PSD)               | 8      |
|       | Parti national libéral (PNL)               | 6      |
|       | Alliance des libéraux et démocrates (ALDE) | 1      |

## Démographie
Lors du recensement de 2011, 85,02 % de la population se déclarent roumains, 6,73 % comme roms (8,23 % ne déclarent pas d'appartenance ethnique).
De plus 89,83 % de la population se déclarent chrétiens orthodoxes et 1,44 % adventistes du septième jour (8,23 % ne déclarent pas d'appartenance religieuse et 0,47 % se déclarent d'une autre religion)<

## Économie
L'économie de la commune repose sur l'agriculture et l'élevage. La commune dispose de 6 113 ha de terres agricoles réparties comme suit :
- terres arables 5 523 ha (blé, seigle : 1 510 ha, maïs : 1 807 ha, pomme de terre : 21 ha, tournesol : 698 ha, légumes : 63 ha) ;
- vignes 183 ha ;
- pâturages 399 ha.

## Communications

### Routes
Piatra-Olt se trouve à proximité de la route nationale DN65 (Route européenne 70) Craiova-Slatina-Pitești et de la route nationale DN64 Râmnicu Vâlcea-Caracal-Corabia.

### Voies ferrées
Piatra-Olt est un important nœud ferroviaire situé au croisement des lignes Râmnicu Vâlcea-Corabia et Craiova-Pitești.